# 东金庄乡
东金庄乡，是中华人民共和国河北省保定市莲池区下辖的一个乡镇级行政单位。

## 行政区划
东金庄乡下辖以下地区：
梁庄村、银定庄村、何辛庄村、米家堤村、郭辛庄村、东后营村、张辛庄村、东金庄村、后辛庄村、前辛庄村、兰辛庄村、王辛庄村、西康各庄村、小堤村、马庄村、尚庄村和付村。